# Tillodonta
I tillodonti (Tillodonta) sono un gruppo di mammiferi primitivi, vissuti tra il Paleocene e l'Eocene (60-45 milioni di anni fa) in Nordamerica, Europa e Asia.

## "Roditori" giganti
Dalla corporatura simile a quella di un cinghiale, i tillodonti furono fra i primi mammiferi ad evolversi dopo la scomparsa dei dinosauri. Il loro habitat erano le foreste che in quel periodo ricoprivano gran parte dei continenti settentrionali, e il loro nutrimento doveva essere costituito principalmente da radici e tuberi. Il loro corpo, infatti, sviluppò in pochi milioni di anni alcuni adattamenti per questa particolare dieta: le zampe erano munitie di artigli, e il secondo paio di incisivi divenne enormemente robusto e allungato. Il cranio, in questo modo, doveva assomigliare a quello di un gigantesco roditore. Le forme più primitive, come Esthonyx del Paleocene superiore e dell'Eocene inferiore, non svilupparono del tutto queste caratteristiche, ma gli ultimi generi noti, come Tillodon e Trogosus, aumentarono le dimensioni e affinarono gli adattamenti per dissotterrare tuberi.

## Tillodonti e teniodonti
Sebbene abbastanza simili a un altro gruppo di mammiferi della stessa epoca, i teniodonti, questi animali non condividono un'immediata origine comune: le caratteristiche dentarie notevolmente diverse implicano che tillodonti e teniodonti abbiano sviluppato gli stessi adattamenti per convergenza evolutiva. Gli scienziati, tuttavia, ritengono che questi due gruppi possano essere parenti alla lontana: sono infatti entrambi inclusi nel grande ordine dei cimolesti.

## Origine ed evoluzione

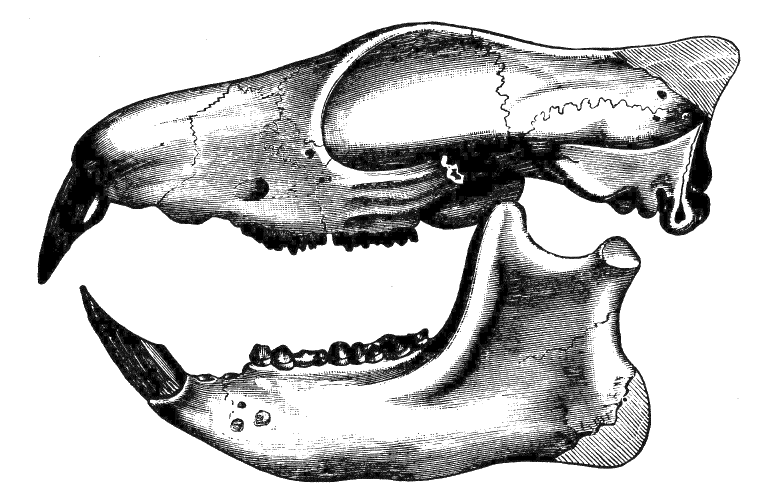
Cranio di Tillodon fodiens

Le origini dei tillodonti non sono note, ma si pensa che possano essersi originati da mammiferi estremamente primitivi apparsi nel Paleocene; Deltatherium, in particolare, sembra essere un buon candidato, ma è già troppo specializzato per essere un antenato diretto. In ogni caso, le prime forme di tillodonti, come il cinese Lofochaius del Paleocene, sembrerebbero possedere le caratteristiche proprie alle forme più avanzate del gruppo. Altri generi primitivi sono noti nell'Eocene in Europa (Franchaius) e in Nordamerica (Esthonyx). Le forme più evolute, come Trogosus e Tillodon, sono note principalmente in Nordamerica. Verso l'Eocene superiore i tillodonti si estinsero senza lasciare discendenti, forse a causa della competizione venuta a crearsi con la comparsa di animali più evoluti dalle abitudini simili, come le prime forme di artiodattili.

Ordine (o sottordine) Tillodontia
†Azygonyx
†Basalina
†Benaius
†Dysnoetodon
†Esthonychidae
†Adapidium
†Esthonychinae
†Esthonyx
†Megalesthonyx
†Trogosinae
†Tillodon
†Trogosus
†Franchaius
†Higotherium
†Interogale
†Kuanchuanius
†Lofochaius
†Meiostylodon
†Plesiesthonyx
†Plethorodon
†Simplodon
†Yuesthonychidae
†Yuesthonyx